# 2013-as pakisztáni földrengés
A 2013-as pakisztáni földrengés, amely szeptember 24-én zajlott le, 7,7-es erősségű volt. Epicentruma 66 kilométernyire észak-északkeletre volt Ávárántól, a Pakisztán délnyugati részén elhelyezkedő Beludzsisztán tartományban. A földrengés miatt legkevesebb 515 ember életét vesztette és több százan megsérültek. Szeptember 28-án egy újabb rengés következett be, amelynek 6,8-as volt az erőssége. A rengés következtében legkevesebb 15 ember vesztette életét.

## Szeizmikus részletek
A földrengés 2013. szeptember 24-én 11:29:48-kor a 27.000° É 65.514 K földrajzi koordinátákon földrengés következett be az Amerikai Egyesült Államok Geológiai Kutatóközpontja által kiadott jelentés alapján. A földrengés fészke 15 kilométeres mélységben volt. A Pakisztáni Nemzeti Szeizmikus Megfigyelőközpont jelentése szerint 7,7-es erősségű rengés pattant ki helyi idő szerint 16:29:49-kor a 27.09° É 65.61 K földrajzi koordinátákon, mintegy 10 kilométeres mélységben. A rengést követően pánik tört ki Pakisztán déli vidékein, mint például Karachiban és Hyderabadban. a földrengést érezni lehetett szerte Pakisztánban, valamint Indiában is. Épületek remegtek meg Delhiben (India) és Maszkatban, (Omán) is a rengés hatására. A rengéshullámok elérték Saravant is Iránban, de itt nem okoztak komolyabb kárt. Az Egyesült Arab Emírségek területén is kisebb rengések és utórengések pattantak ki.

## Fordítás
Ez a szócikk részben vagy egészben  a(z)   2013 Pakistan earthquake című angol Wikipédia-szócikk ezen változatának fordításán alapul.  Az eredeti cikk szerkesztőit annak laptörténete sorolja fel. Ez a jelzés csupán a megfogalmazás eredetét és a szerzői jogokat jelzi, nem szolgál a cikkben szereplő információk forrásmegjelöléseként.